# Saint Peter’s
Saint Peter’s – miejscowość na wyspie Montserrat (Karaiby). Według danych z dnia 12 maja 2011 roku liczyła 436 mieszkańców.